# Abarth 205 Vignale Berlinetta
La Abarth 205 Vignale Berlinetta è una vettura sportiva progettata dalla Abarth nel 1950.

## Contesto
Dopo l'abbandono della Cisitalia nel 1949, Carlo Abarth si dedicò alla realizzazione di vetture proprie usando come base alcune Cisitalia 204A Corsa avute in liquidazione dalla fabbrica. Da esse nacque la 205 Vignale Berlinetta.

## Tecnica

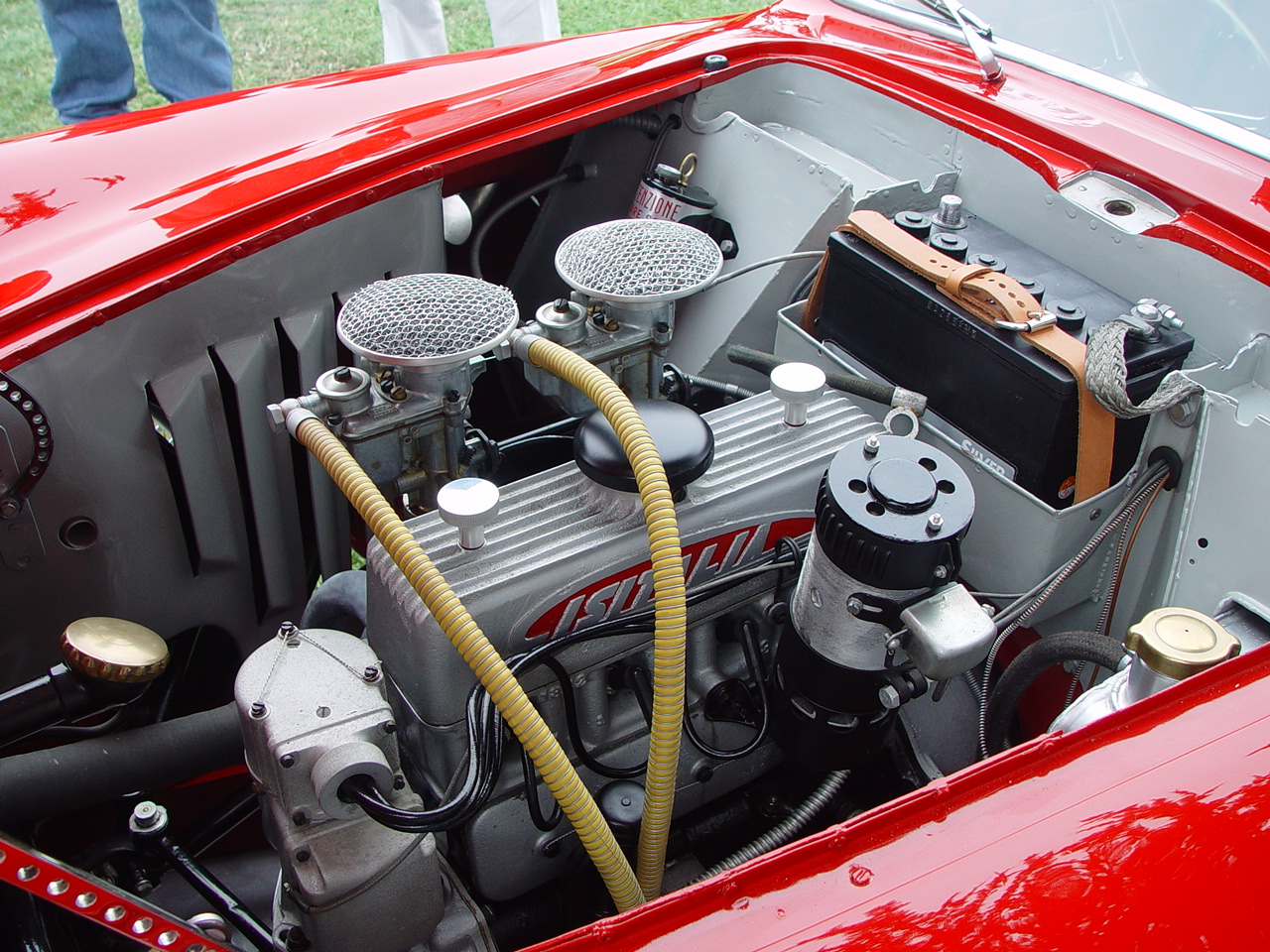
Il motore

La vettura era dotata di un propulsore quattro cilindri Fiat da 1089 cc gestito da un cambio a quattro marce potenziato con un kit di elaborazione della Abarth, il quale consisteva in un collettore di aspirazione rivisto, due carburatori Weber e uno scarico sportivo. Così preparato, il motore erogava una potenza di 83 CV.
Il corpo vettura in alluminio venne realizzato da Alfredo Vignale, mentre il design fu affidato a Giovanni Michelotti.

## Risultati sportivi
La prima vittoria venne ottenuta ai primi di marzo del 1950 dal pilota Guido Scagliarini nella classe 1100 presso la Coppa Intereuropea svoltasi nell'autodromo di Monza. Dopo questa vittoria, il mezzo venne esposto presso il salone automobilistico di Torino, e fu il primo a essere presentato dalla Abarth a un salone internazionale. Successivamente, fino al 1951, furono realizzati altri due modelli impiegati anch'essi in gara. Gli alti costi di gestione della squadra corse indussero Carlo Abarth a concentrare i propri sforzi sulle elaborazioni e a lasciar perdere le competizioni sportive.

## Telai

### 205-101

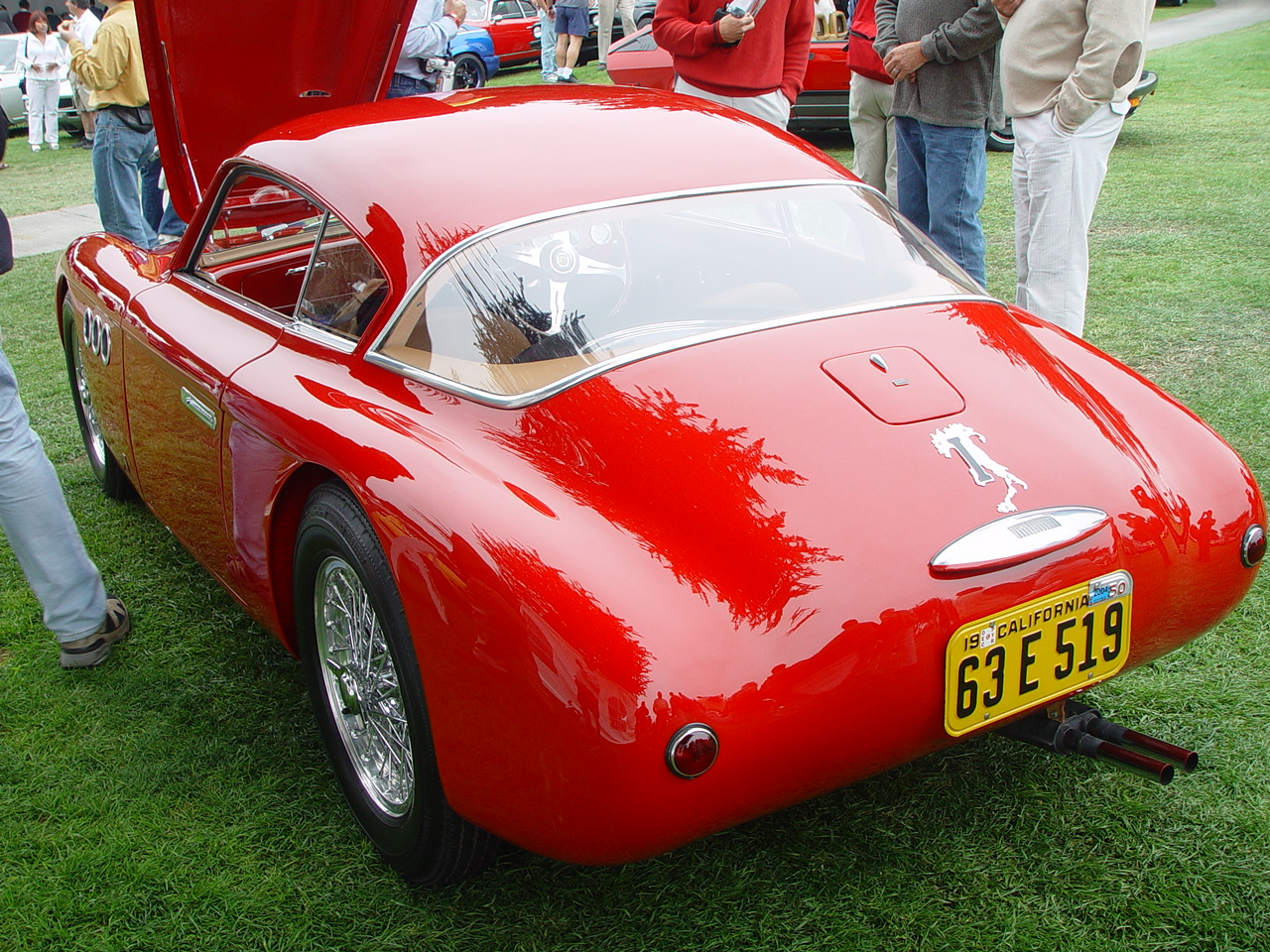
Abarth 205-101 Vignale Berlinetta

Il primo telaio realizzato. Dopo il successo presso la Coppa Intereuropea, venne schierata alla Targa Florio dove giunse sesta assoluta e seconda di classe. Venne iscritta anche alla Mille Miglia, ma problemi tecnici la indussero al ritiro. Nel 1951 venne venduta a un cliente statunitense, il quale vi disputò una competizione presso Torrey Pines, ma anche qui fu costretta al ritiro. L'auto venne successivamente mantenuta in garage fino al 1981, quando fini distrutta a causa di un incendio. Il rottame venne acquisito da Scott Emsley, il quale si adoperò nel suo restauro, riuscendo a riportarla nelle condizioni originali in tempo per la partecipazione al concorso d'eleganza di Pebble Beach.

### 205-102

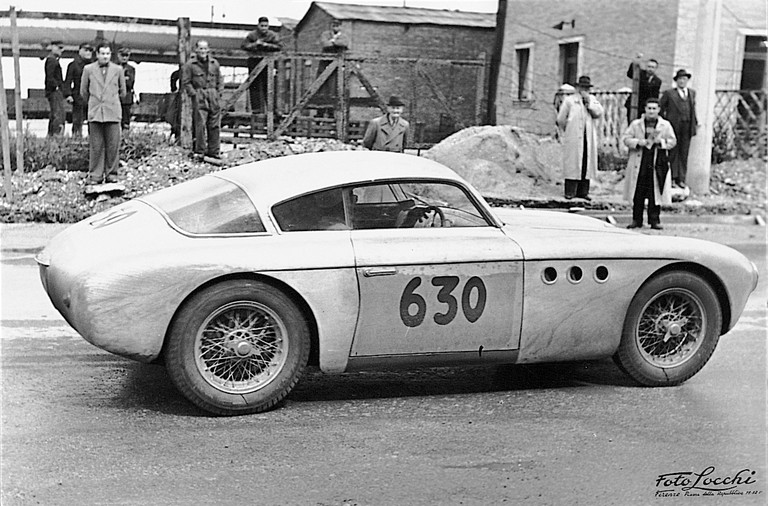
Abarth 205-102 alla Mille Miglia 1950, alla guida Guido Scagliarini

Il secondo telaio è stato completato in tempo per essere schierato alla Mille Miglia del 1950, nella quale giunse 31º assoluto. In seguito venne acquistata dal pilota svizzero Helmut Fischer, che la mantenne in attività fino al 1960. Durante questo periodo, il propulsore originale venne sostituito con un modello da 1300 cc derivato da un'Alfa Romeo Giulietta. Nel 2003 la vettura venne riportata alle condizioni originali precedenti all'acquisto del proprietario elvetico.

### 205-103
L'ultimo telaio prodotto della 205 è anche quello più lussuoso dei tre. Utilizzata per uso personale da Carlo Abarth, essa aveva una livrea bicolore rosso-nera e un propulsore un po' più grande rispetto a quelli installati sulle precedenti vetture. Si trova attualmente in fase di restauro.